# George Mraz
George Mraz, geboren als Jiří Mráz (Písek, 9 september 1944 – New York, 16 september 2021), was een uit Tsjechoslowakije afkomstige Amerikaanse jazzbassist.

## Biografie
Mraz speelde vanaf 7-jarige leeftijd viool, later kwamen daar altsaxofoon en contrabas bij. Tot 1966 studeerde hij contrabas aan het conservatorium in Praag. Hij werd lid van het trio van de gitarist Rudolf Dašek, dat later overging in de band van Karel Velebný. Hij nam met zijn Tsjechische band deel aan een workshop van de NDR. Na zijn studie woonde hij van 1966 tot 1967 een jaar in München, waar hij o.a. optrad met Benny Bailey en Mal Waldron, maar ook speelde in een trio met Irène Schweizer en Pierre Favre. In 1968 behoorde hij tot de bigband van Gustav Brom.
Na de invasie van de Praagse Lente in Tsjechoslowakije in 1968 emigreerde hij naar de Verenigde Staten, waar hij tot 1970 studeerde aan het Berklee College of Music. Hij toerde met Oscar Peterson en was van 1973 tot 1976 lid van het Thad Jones/Mel Lewis Orchestra. Hij werkte daarna met talrijke muzikanten als John Abercrombie, Pepper Adams, Richie Beirach, Bill Evans, Tommy Flanagan, Richard Galliano, Stan Getz, Stéphane Grappelli, Roland Hanna, John Hicks, Hank Jones, Miriam Klein, Rudy Linka, Carmen McRae, Walter Norris, Art Pepper, Sonny Rollins, Jimmy Rowles, Zoot Sims en Attila Zoller. In totaal speelde hij als sideman op meer dan 900 albums. Hij begeleidde veel belangrijke jazzpianisten in het pianotrio, waarbij hij een rauwe toon had, die hem herkenbaar maakte. Sinds begin jaren 1990 bracht Mraz ook een serie albums uit als solist en orkestleider.

## Overlijden
Mraz overleed in september 2021 op 77-jarige leeftijd.

## Discografie
- 1992: Catching Up, 1992
- 1995: Jazz (Milestone) met Richie Beirach, Billy Hart, Larry Willis, Rich Perry
- 1995: My Foolish Heart (Milestone) met Richie Beirach, Billy Hart
- 1997: Bottom Lines (Milestone) met Cyrus Chestnut, Al Foster, Rich Perry
- ????: Upon Reflection met Hank Jones en Elvin Jones, Gitanes
- 1999: Duke's Place met Renee Rosnes, Billy Drummond, Cyrus Chestnut
- 2002: Morava (Milestone) met Billy Hart, Emil Viklický, Zuzana Lapčíková
- 2007: Moravian Gems met Iva Bittová, Emil Viklický, Laco Tropp
- 2013: George Mraz & Zoe Rahman Unison
- 2014: Emil Viklický & George Mraz Together Again